# New York Steel

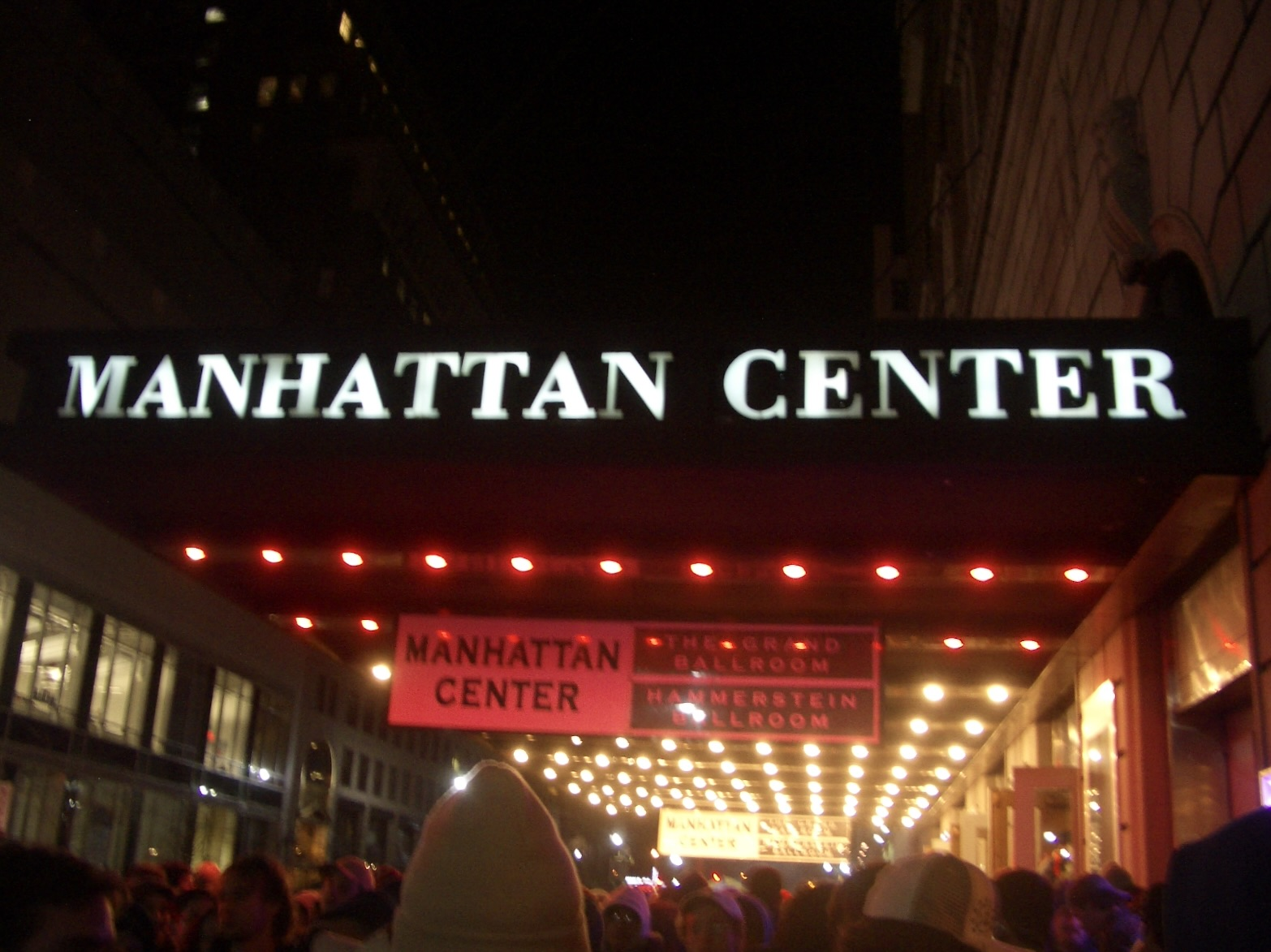
Teatro Hammerstein Ballroom, lugar donde se llevó a cabo el concierto.

New York Steel fue un concierto benéfico de rock ideado por el periodista Eddie Trunk y por el exjugador de béisbol Mike Piazza que fue llevado a cabo el 28 de noviembre de 2001 en el Hammerstein Ballroom en la ciudad de Nueva York, Estados Unidos, en respuesta a los atentados del 11 de septiembre de 2001.
Twisted Sister encabezó el concierto, marcando el retorno a la escena de sus miembros originales luego de 14 años de separación. Se estima que el evento recaudó cerca de 90.000 dólares para un fondo benéfico relacionado con el atentado en mención.

## Participantes
- Twisted Sister
- Anthrax
- Ace Frehley
- Sebastian Bach
- Overkill
- Doro